# Zikéievo
Zikéievo (en rus: Зикеево) és un poble de l'óblast de Kaluga, a Rússia, que en el cens del 2010 tenia 271 habitants, pertany al districte de Jizdra.